# Enrique Pérez Comendador
Enrique Pérez Comendador (Hervás, 17 de noviembre de 1900-Madrid, 2 de marzo de 1981) fue un escultor español de la Escuela sevillana de escultura.

## Biografía

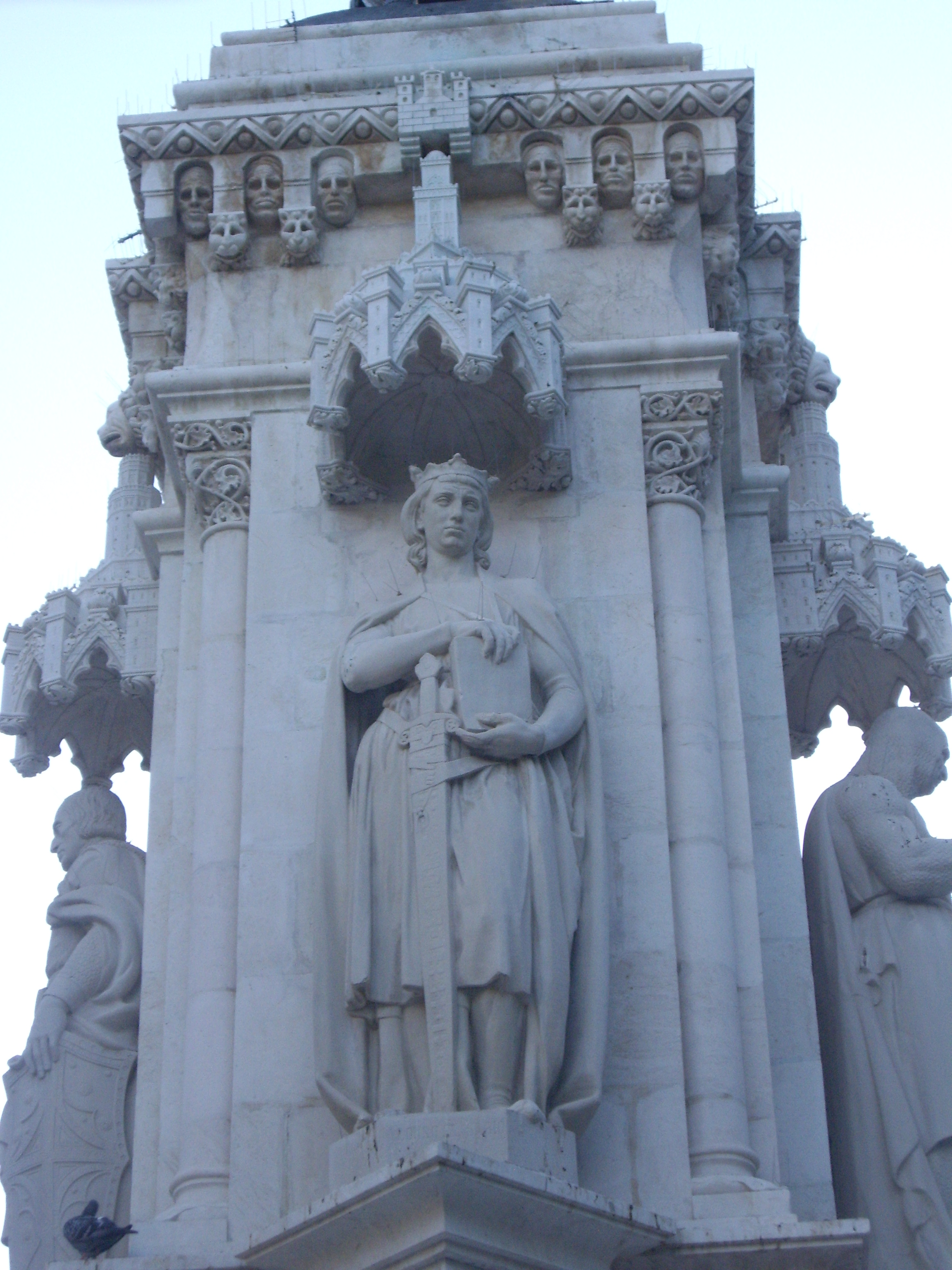
Estatua de Alfonso X el Sabio en el Monumento a San Fernando. Plaza Nueva de Sevilla.

En 1906 la familia, compuesta por los padres, tres hermanas y el varón, se trasladó a Sevilla, donde el padre tuvo su trabajo. Allí la familia se relacionó socialmente gracias al jesuita Sofronio Pérez, tío de Enrique. Estudió en el colegio de los salesianos y en el de San Ramón. En 1918 obtuvo el título de perito aparejador en la Escuela Sevillana de Artes e Industrias. También estudió en esta escuela para ser perito mecánico. Posteriormente, pasó cinco años como discípulo del escultor Joaquín Bilbao en su estudio.
Entre 1919 y 1921 fue pensionado por el Ayuntamiento de Sevilla y la Diputación de Cáceres. En 1920 obtuvo la Primera Medalla Regional de Badajoz. En esta etapa viajó por el resto de España, Italia y Francia.
En Madrid se relacionó con los escultores Miguel Blay y Jacinto Higueras, así como los pintores Moreno Carbonero y Javier Winthuysen y trabajó para el duque del Infantado, realizando retratos de su familia.
En 1924 consiguió la 3ª medalla en la Exposición Nacional de Bellas Artes. En 1925 ganó el concurso para la erección del Monumento a Gabriel y Galán en Cáceres. En 1929, obtuvo la Medalla de Oro de la Exposición Iberoamericana de Sevilla. Ese mismo año conoció a Madeleine Leroux Morel, hija del pintor francés Auguste Leroux (1871-1954), pintora francesa pensionada en la Casa de Velázquez de Madrid, con quien se casó en 1931. En 1930 y 1932 obtuvo la 2ª y 1ª medalla en respectivas Exposiciones Nacionales de Bellas Artes.
En 1934 recibió el Gran Premio de Roma, permaneciendo en dicha ciudad hasta 1939, pensionado en la Academia Española de Bellas Artes de Roma. En este periodo realizó muchos desnudos, estudió la escultura etrusca y la policromía al fresco, realizando, asimismo, viajes a Grecia, Inglaterra, Austria y Francia. En 1935 recibió el Premio Nacional de Escultura.
En 1941, ya de vuelta en España, ingresó como profesor de Modelado del Natural y Composición Escultórica en la Escuela Central de Bellas Artes de San Fernando de Madrid, donde permaneció como catedrático hasta 1970. En 1944 fue primer Premio de Escultura en la Exposición de Barcelona. Entre 1947 y 1948 impartió enseñanzas en El Cairo (Egipto).
A mediados de los años 1950 realizó un relieve monumental en uno de los laterales de la Torre Provincial de Alicante  y, en 1957, el grupo de La Despedida para la Semana Santa en Zamora. En 1953 realizó una escultura del dictador Francisco Franco a caballo que se conserva en el Banco de España. Un boceto de la misma se encuentra en la colección de la Real Academia de San Fernando. En 1959 recibió el encargo, por parte de la Asociación de Instituciones Españolas en Chile, de realizar el monumento ecuestre a Pedro de Valdivia, actualmente emplazado en la Plaza de Armas de la ciudad de Santiago, capital del país. En la década de 1960 realizó dos monumentos a Hernando de Soto en Bradenton, Florida, uno con el conquistador en pie y otro a caballo.
En 1965 fue nombrado miembro de la Real Academia de Bellas Artes de San Fernando y, de 1969 a 1974 fue director de la Academia Española de Bellas Artes de Roma.
A lo largo de su carrera también viajó a Oriente Medio y América.

## Museo Pérez Comendador-Leroux
El 25 de octubre de 1986 se inauguró en Hervás el Museo Pérez Comendador-Leroux, tras la donación del legado escultórico y pictórico del matrimonio Pérez Comendador-Leroux realizada por Roger Lecourtier Morel al Ayuntamiento de Hervás. El museo está instalado en la Casa de los Dávila, rehabilitada por la Diputación de Cáceres. La casa está en un conjunto arquitectónico declarado conjunto histórico en 1969 con la colaboración del propio Enrique Pérez.

## Selección de obras
- 1922. Alfonso X el Sabio. Monumento a San Fernando. Sevilla.[12]
- 1928. Monumento a la Infanta María Luisa. Parque de María Luisa de Sevilla. Fue realizado primero en piedra y luego en bronce. El original en piedra fue trasladado a Sanlúcar de Barrameda.[12]
- 1932. Proyecto de Monumento a Pablo Iglesias en Madrid.[13]
- 1935. Monumento al Teniente Coronel Santiago González-Tablas. Ceuta.[14]
- 1941. San Sebastián en Huelva, patrón de la ciudad.[15]
- 1943. Cristo de la Buena Muerte. Iglesia de Nuestra Señora del Reposo. Valverde del Camino.[16]
- 1943. Virgen de la Esperanza. Iglesia de Santa María de Gracia. Cartagena.[17]
- 1945. Hernán Cortés. Museo de Bellas Artes de Badajoz.[18]
- 1946. Monumento a Pedro de Valdivia. Concepción, Chile.[12]
- 1950. Monumento a Carlos V. Laredo.[19]
- 1950. Relieve de la Virgen de la Paz. Atta. Affi Bey. El Cairo, Egipto.[20]
- 1951-1954. San Pedro de Alcántara. Cáceres.[20]
- 1952-1954. Monumento a Vasco Núñez de Balboa. Madrid.[20]
- 1953. Francisco Franco a caballo. Colección Banco de España. Boceto en la Real Academia de San Fernando.
- 1954. Virgen de la Merced. Catedral de Almería.[20]
- 1955. Sagrado Corazón de Jesús. Iglesia de la Asunción. Serradilla.[21]
- 1959-1960. Monumento a la Sagrada Eucaristía. Bradenton, Estados Unidos. Se trata de un monumento con un obelisco y un relieve de piedra dedicados a la primera celebración de la Eucaristía por los españoles en Florida en 1539. El monumento contaba con una estatua de bronce de Hernando de Soto que fue trasladada al South Florida Museum and Bishop Planetarium de Bradenton.[22][23]
- 1960. Monumento a Pedro de Valdivia. Santiago de Chile.[23]
- 1961-1965. Estatua ecuestre de Hernando de Soto. Spanish Plaza del South Florida Museum. Bradenton, Estados Unidos.[24][23]
- 1964-1966. Monumento a Domingo Martínez de Irala. Asunción, Paraguay.[25]
- 1970. Monumento a Blas Pérez González. Santa Cruz de la Palma.[26]
- 1971-1972. Monumento a Ramón Gómez de la Serna. Madrid.[27]
- 1977-1978. San Francisco de Asís. Monasterio de Guadalupe.[28]
- 1980. Monumento a Hernando de Soto. Badajoz.[29]

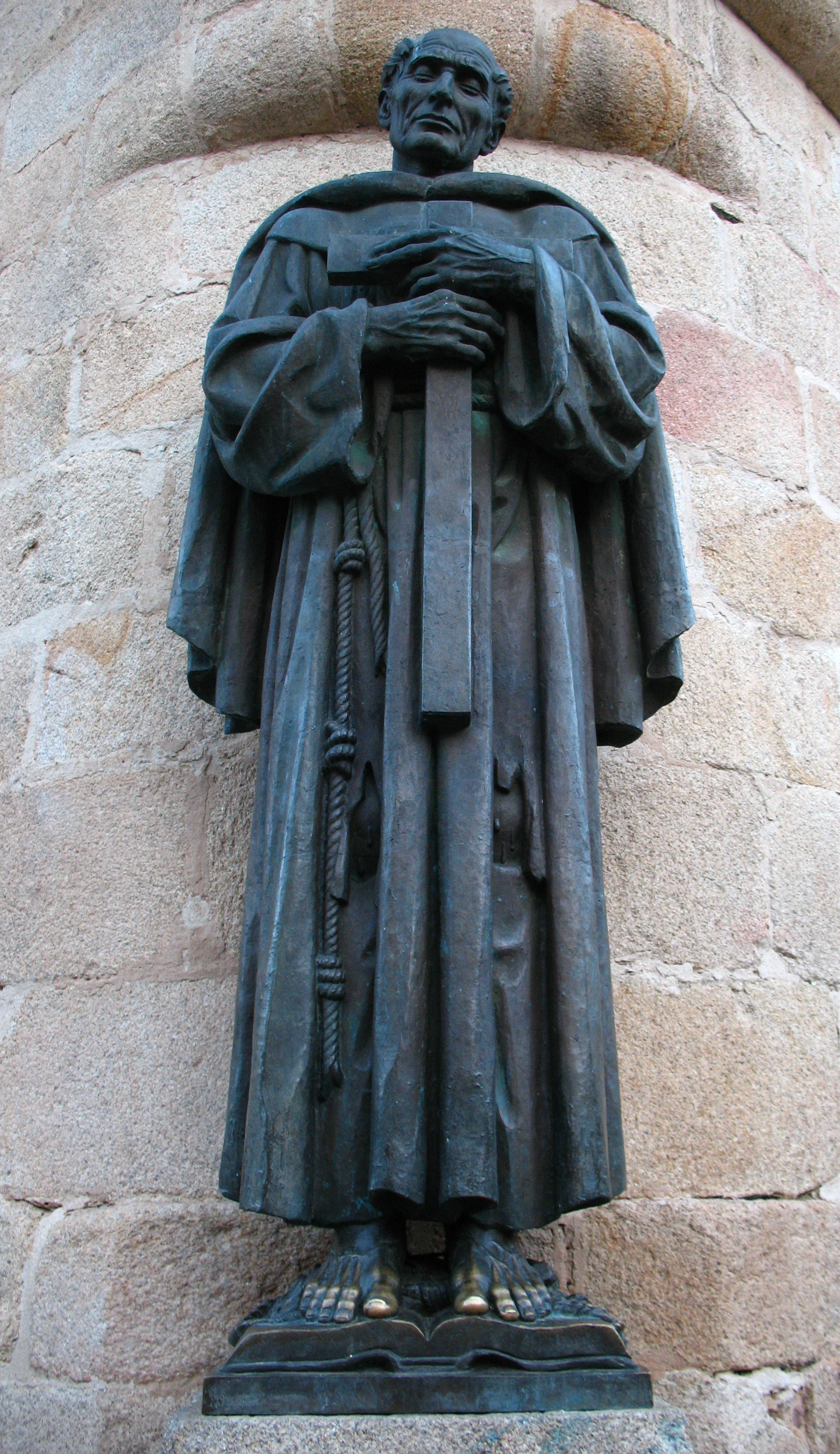
San Pedro de Alcántara situado a las puertas de la Concatedral de Santa María de Cáceres
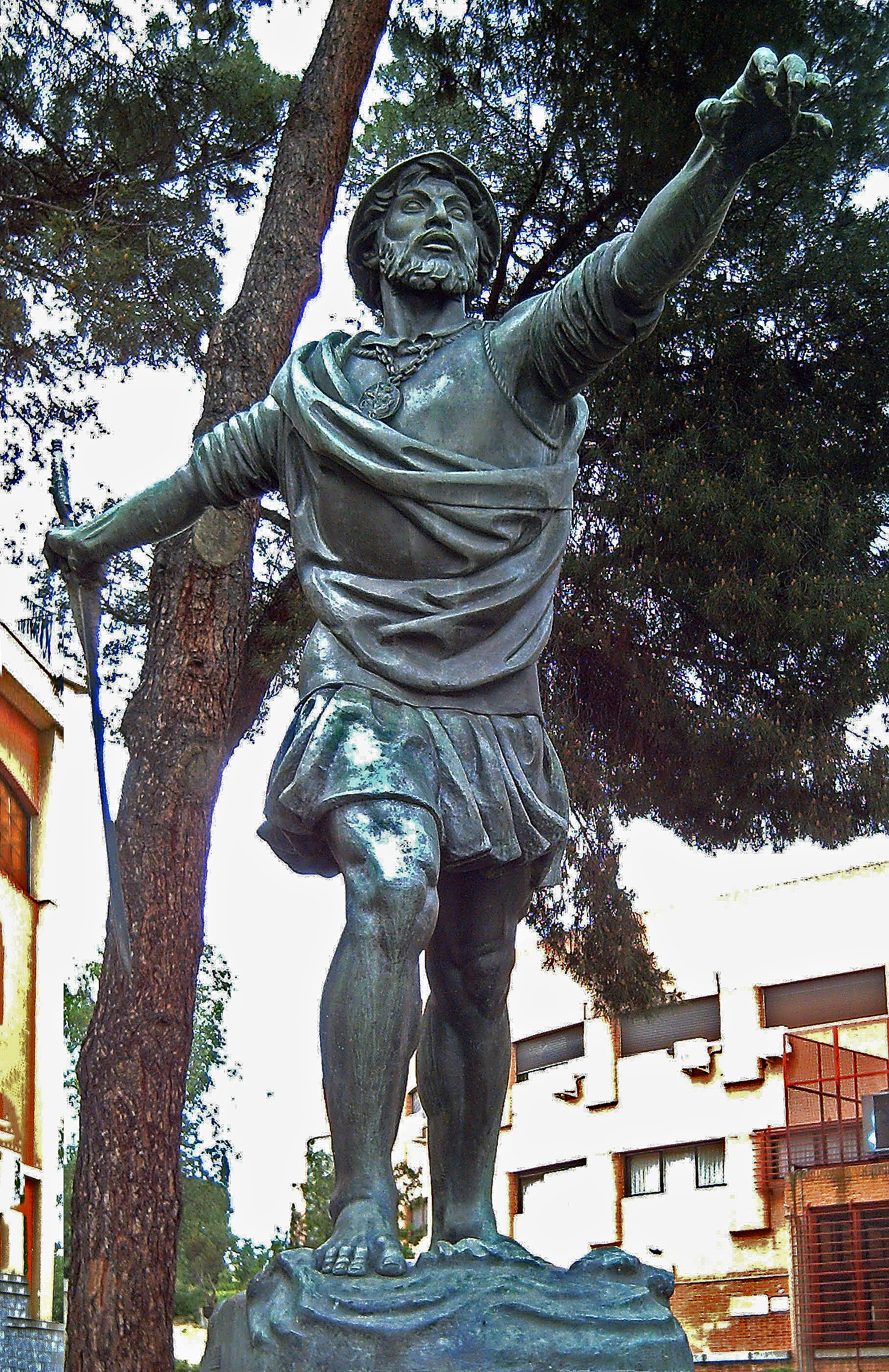
Monumento a Vasco Núñez de Balboa en Madrid
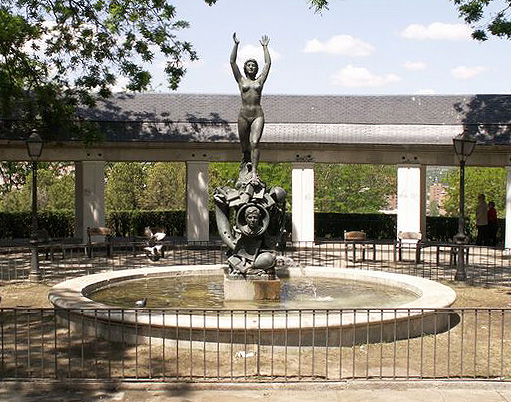
Monumento a Ramón Gómez de la Serna en los Jardines de Las Vistillas de Madrid
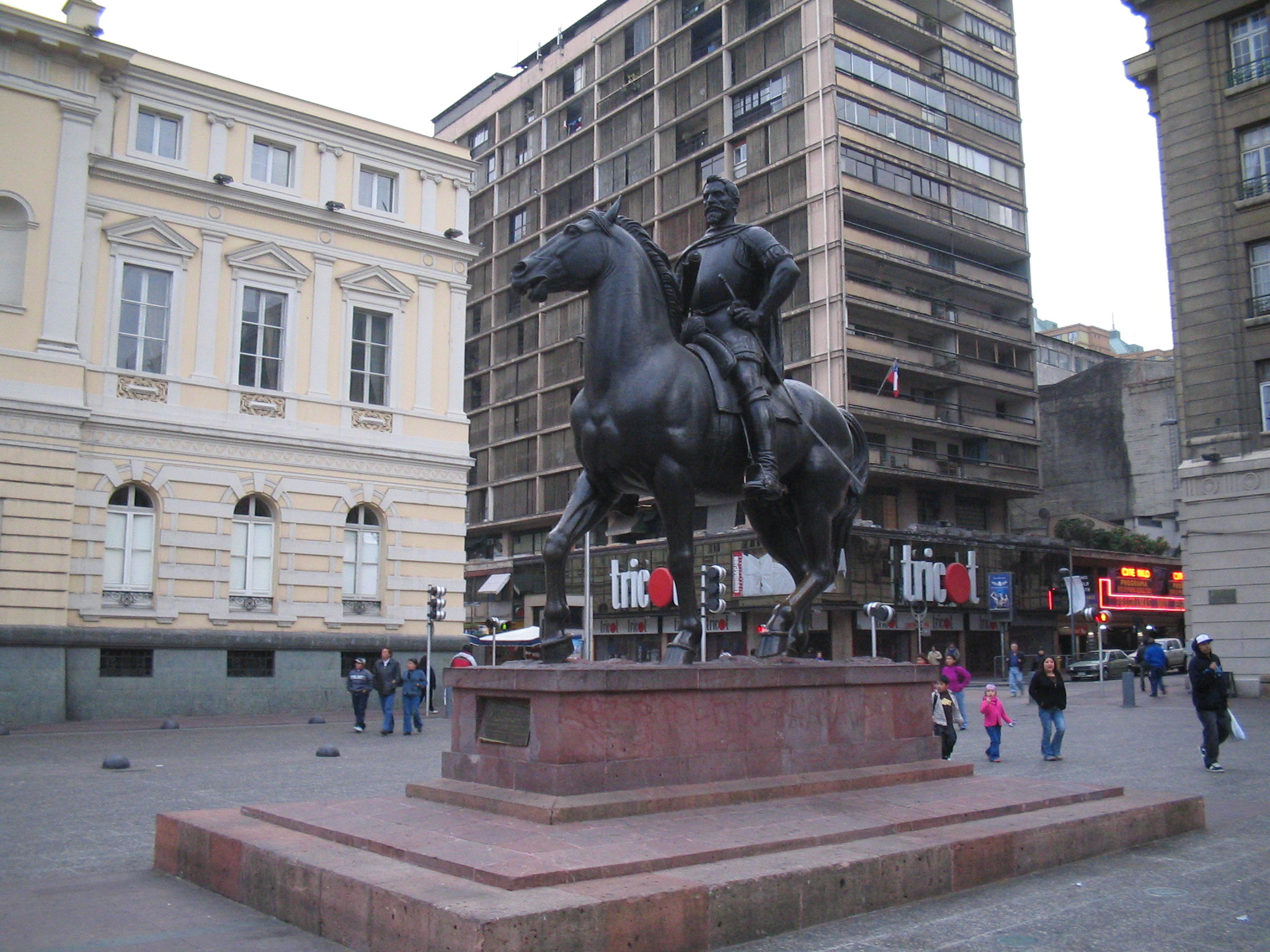
Monumento a Pedro de Valdivia en la Plaza de Armas de Santiago de Chile
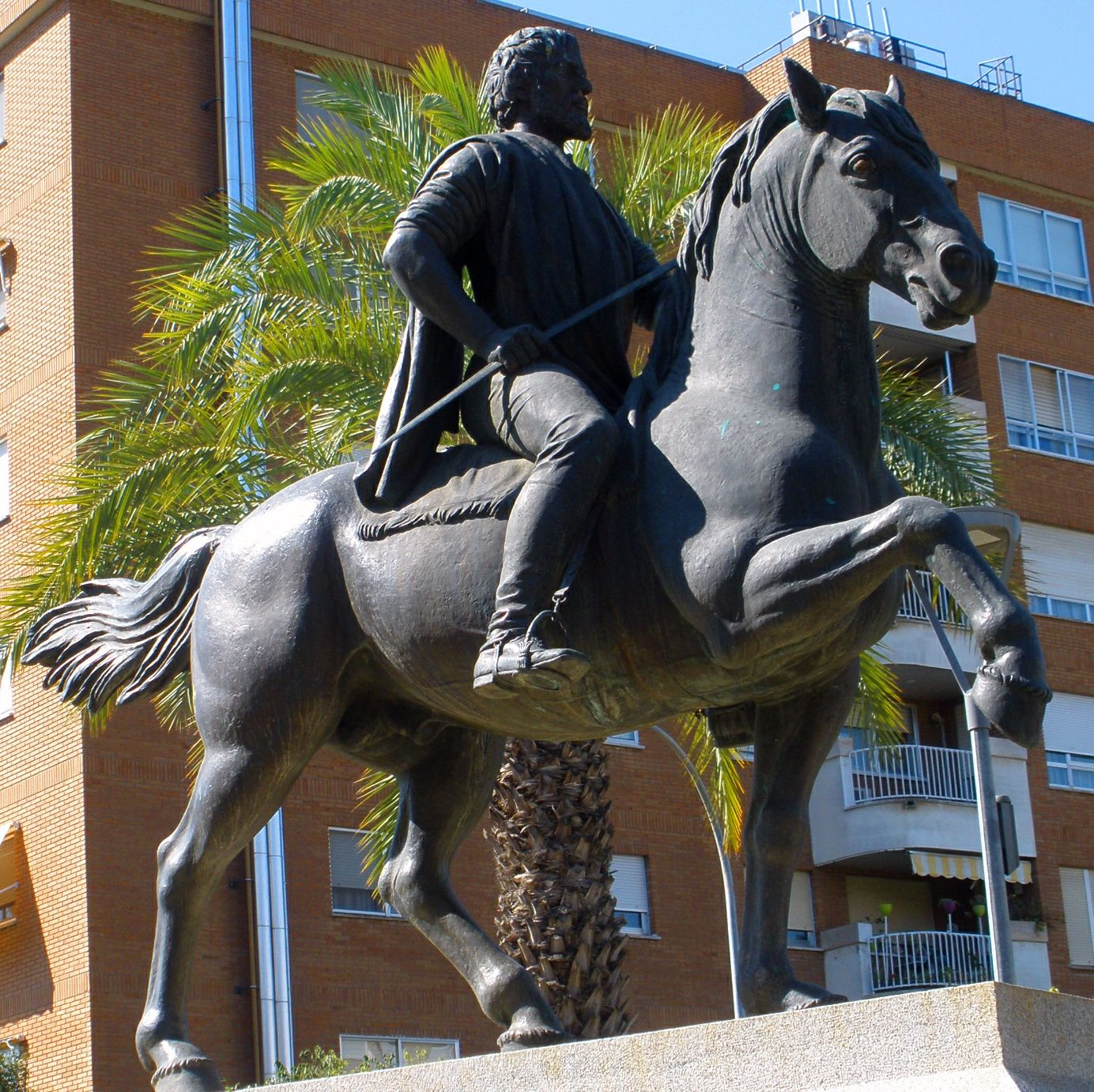
Monuento a Hernando de Soto, en Badajoz